# 庫波拉山
69°21′S 70°27′W / 69.350°S 70.450°W
庫波拉山（英語：Mount Cupola）是南極洲的山峰，位於亞歷山大一世島北部，是魯昂山脈的東南端，海拔高度2,500米，是該島第五高山峰，現時受南極條約體系管理。